# Retrospective III
| Оценки критиков    | Оценки критиков |
| Источник           | Оценка          |
| ------------------ | --------------- |
| Allmusic           | [ 1 ]           |
| Mojo               | [ 2 ]           |
| Record Collector   | [ 3 ]           |
| Rolling Stone      | [ 4 ]           |
| Sea of Tranquility | [ 5 ]           |

Retrospective III — сборник лучших песен канадской рок-группы Rush, изданный в 2009 году. Охватывает третье и четвёртое десятилетия творческого пути группы. Помимо стандартного издания, было выпущено двухдисковая версия с дополнительным DVD, на который вошли музыкальные видео и концертные записи группы.

## Список композиций

### Диск I (CD)
| №                   | Название                     | Альбом              | Длительность |
| ------------------- | ---------------------------- | ------------------- | ------------ |
| 1.                  | «One Little Victory (remix)» | Vapor Trails        | 5:11         |
| 2.                  | «Dreamline»                  | Roll the Bones      | 4:39         |
| 3.                  | «Workin' Them Angels»        | Snakes & Arrows     | 4:48         |
| 4.                  | «Presto»                     | Presto              | 5:48         |
| 5.                  | «Bravado»                    | Roll the Bones      | 4:38         |
| 6.                  | «Driven»                     | Test for Echo       | 4:29         |
| 7.                  | «The Pass»                   | Presto              | 4:53         |
| 8.                  | «Animate»                    | Counterparts        | 6:05         |
| 9.                  | «Roll the Bones»             | Roll the Bones      | 5:32         |
| 10.                 | «Ghost of a Chance (live)»   | Не издавалась*      | 5:51         |
| 11.                 | «Nobody’s Hero»              | Counterparts        | 4:56         |
| 12.                 | «Leave That Thing Alone»     | Counterparts        | 4:08         |
| 13.                 | «Earthshine (remix)»         | Vapor Trails        | 5:38         |
| 14.                 | «Far Cry»                    | Snakes & Arrows     | 5:18         |
| Общая длительность: | Общая длительность:          | Общая длительность: | 71:50        |

- Композиция до этого не издавалась, была записана на концерте во время турне Snakes & Arrows в 2008 году.

### Диск II (DVD)
В скобках указан режиссёр видео.
1. «Stick It Out» (Samuel Bayer)
2. «Nobody’s Hero» (Dale Heslip)
3. «Half the World» (Dale Heslip)
4. «Driven» (Dale Heslip)
5. «Roll the Bones» (Chris Painter)
6. «Show Don’t Tell» (Doug Freel)
7. «The Pass» (Мэтт Мэхурин)
8. «Superconductor» (Gerald Casale)
9. «Far Cry» (Christopher Mills)
10. «Malignant Narcissism» (Bobby Standridge)
11. «The Seeker» (live) (Pierre Lamoureux)
12. «Secret Touch» (live) (Pierre Lamoureux)
13. «Resist» (live) (Pierre Lamoureux)

Бонусный материал: интервью и концертная запись песни «Tom Sawyer» (live) (Jim Hoskinson)

## Участники записи
- Гедди Ли — вокал, бас-гитара, синтезаторы
- Алекс Лайфсон — гитары (электрогитара и акустическая), синтезаторы
- Нил Пирт — ударные, перкуссия, электро-перкуссия